# Giuseppe Giofrè
Giuseppe Giofrè (Gioia Tauro, 10 gennaio 1993) è un ballerino, coreografo e cantante italiano.
Vincitore della categoria ballo dell'undicesima edizione del talent show Amici di Maria De Filippi, ha ottenuto successo negli Stati Uniti ballando nei tour e video musicali di artisti come Taylor Swift, Kylie Minogue, Jennifer Lopez, Dua Lipa, Ariana Grande, Kelly Clarkson, Carrie Underwood, Pink, Justin Timberlake, Selena Gomez, Ricky Martin e i Jonas Brothers, collaborando con diversi registi e coreografi internazionali, tra cui Jonas Åkerlund, Dave Meyers e Joseph Kahn.

## Biografia
Nato e cresciuto a Gioia Tauro, in provincia di Reggio Calabria, Giuseppe Giofrè ha  iniziato a studiare danza con il fratello presso la scuola di Noemi Verduci nella sua città natale, trasferendosi all'età di diciassette anni a Reggio Calabria per studiare danza hip hop, jazz e funk.

### 2011-2019:Amicie il successo internazionale
Nel 2011 è entrato a far parte dell'undicesima edizione del talent show Amici di Maria De Filippi sostenuto dal coreografo e regista Luciano Mattia Cannito, arrivando alla fase serale del programma. Nel maggio 2012 Giofrè ha vinto la categoria danza del programma, ottenendo una borsa di studio di sei mesi presso il Millennium Dance Complex di Los Angeles, in California.
Dopo aver completato gli studi negli Stati Uniti, nel luglio 2012 ha partecipato al video musicale della canzone Live 4 Die 4 di R.J. e Pitbull, uscito nel settembre 2012. Successivamente Giofrè è stato selezionato per il programma televisivo britannico The X Factor UK, lavorando con la compagnia di ballo del programma coreografata da Brian Friedman, e come ballerino degli NRJ Music Award trasmessi in Francia. Il 1º aprile 2013 Giofrè ha pubblicato il suo singolo di debutto, intitolato Break, seguito dal suo album di debutto Call on me, pubblicato il 15 ottobre 2013.

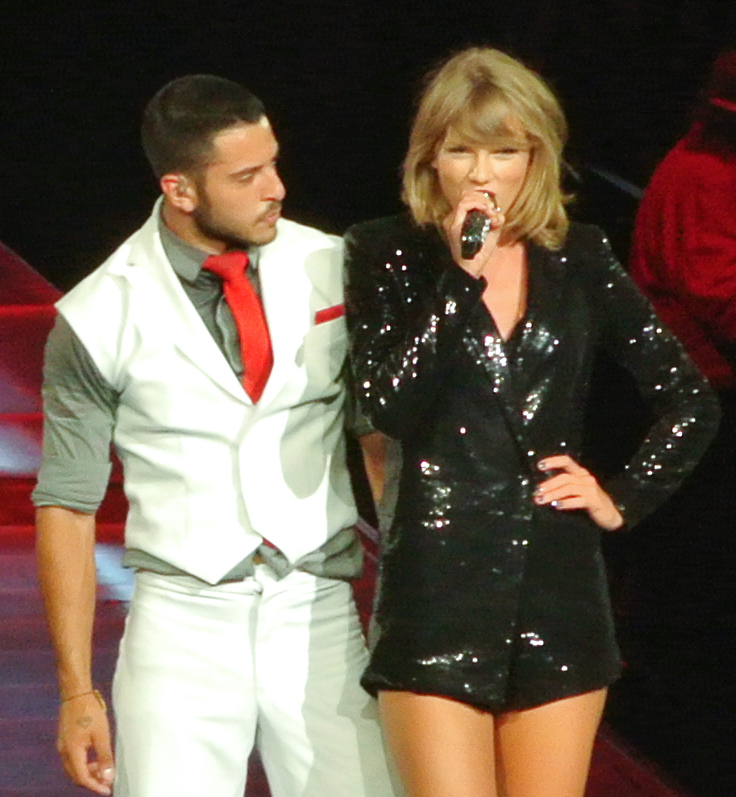
Giuseppe Giofré con Taylor Swift durante il The 1989 World Tour

Nel 2014 Giofrè si trasferisce a Los Angeles, grazie a un contratto con la McDonald Selzinick Associates (MSA), iniziando a lavorare come ballerino, apparendo nei video musicali Crazy di Erika Jayne e Something in the Water di Carrie Underwood, coreografato da Travis Wall e vincitore del CMT Music Award al video dell'anno. L'anno successivo è apparso in Juicy Wiggle di Redfoo e La Malquerida interpretata da Chiquis Rivera, sotto la direzione di Jessy Terrero. Dal 2015 Giofrè inizia a lavorare nel corpo di ballo della cantautrice statunitense Taylor Swift come ballerino per il The 1989 World Tour. Nello stesso periodo è apparso nel video musicale New Romantics di Swift, diretto da Jonas Åkerlund.
Nel 2016 Giofrè ha ballato nel corso dell'esibizione dal vivo di Side to Side di Nicki Minaj e Ariana Grande agli MTV Video Music Awards, e nel corso della performance di Nick Jonas durante una puntata del The Late Late Show with James Corden. Nel 2016 è inoltre tornato regolarmente in Italia fino al 2018  come membro del corpo di ballo di Amici di Maria De Filippi.
Nel 2017 ha partecipato a progetti con diversi artisti, comparendo tra i ballerini per l'esibizione di Camila Cabello ai Billboard Music Awards, oltre che nei video musicali di Beautiful Trauma di Pink e di Love So Soft di Kelly Clarkson, quest'ultimo sotto la direzione di Dave Meyers. Nello stesso anno è tornato a lavorare nei progetti di Taylor Swift, venendo scritturato per i video musicali di Look What You Made Me Do e ...Ready for It?, entrambi diretti da Joseph Kahn e coreografati da Tyce Diorio. Nel 2018 ha intrapreso il Reputation Stadium Tour della Swift come membro del corpo di ballo.
All'inizio del 2019 Giofrè avrebbe dovuto ballare al Britney Spears Domination Residency Show a Las Vegas, evento annullato dalla stessa artista per problemi di salute. Successivamente è stato scritturato nei video musicali di Swift Me! e You Need to Calm Down, lavorando dietro la regia della Swift e di Dave Meyers e le coreografie di Tyce Diorio. Tra giugno e agosto 2019 ha preso parte all'It's My Party Tour di Jennifer Lopez e nel settembre 2019 è stato inserito nel cast del corpo di ballo di Dancing with the Stars.

### 2020-presente: Il ritorno adAmici, l'esordio come attore e lavori internazionali
Nel 2020 torna in Italia per lavorare come ballerino professionista ad Amici di Maria De Filippi. Nel corso dell'anno si è trasferito a Londra nel Regno Unito, dove si è esibito nel corso del concerto Studio 2054 di Dua Lipa e nel video musicale I'm Ready di Sam Smith e Demi Lovato. Sempre nel 2020 si è inoltre esibito con i Jonas Brothers nel loro Happiness Begins Tour. Nel 2021 ha preso parte al film Cenerentola di Amazon Prime Video, ed è presente nel corpo di ballo del Fortuna Live Tour di Emma. Dal 2023 fa parte del cast della fase serale del talent show Amici di Maria De Filippi in qualità di giudice, rimanendovi anche nell'edizione successiva. Nello stesso anno ha recitato nel film L'estate più calda di Matteo Pilati.
Nel gennaio 2024 è stato presente come ballerino nel video musicale di Can't Get Enough di Jennifer Lopez. Nel mese di marzo si è esibito ai People Choice Awards al fianco di Kylie Minogue, esibendosi nel corso dell'estate con l'artista in diversi festival europei, tra cui al concerto pressoHyde Park di Londra, al Sziget Festival di Budapest. Nel mese di luglio ha ballato nel corso della performance di Christina Aguilera per il Dolce & Gabbana's Alta Moda Faschion Show. Nel medesimo anno ha pubblicato il suo primo libro Stidda. Il coraggio di un sogno, edito da Mondadori.
Nel 2025 torna ad esibirsi nel corpo di ballo della cantante Jennifer Lopez presso lo Saadiyat Nights ad Abu Dhabi, al Gran Premio d'Arabia Saudita 2025 ,agli American Music Award e in tour nell’estate del 2025 per il UP ALL NIGHT live 2025 

## Vita privata
Dal 2018 al 2022 ha avuto una relazione con il ballerino Adam Vesperman.

## Filmografia

### Attore
Cinema
- Cenerentola, regia di Kay Cannon (2021)
- L'estate più calda, regia di Matteo Pilati (2023)

Documentari
- The 1989 World Tour Live, regia di Jonas Åkerlund (2016)
- Taylor Swift's Reputation Stadium Tour, regia di Jonas Åkerlund (2018)

## Discografia

### Album in studio
- 2013 – Call on Me

### Singoli
- 2013 – Call on Me
- 2013 – I Got the Night
- 2013 – Break
- 2013 – One in a Billion
- 2013 – Magnetic

## Programmi televisivi
- Amici di Maria De Filippi (Canale 5, Real Time, 2011-2012, 2015-2020, 2023-2024) - concorrente (2011-2012), ballerino professionista e coreografo (2015-2020), giudice (2023-2024)
- The X Factor UK (2013) - ballerino professionista
- NRJ Music Award (2013) - ballerino professionista
- The Late Late Show with James Corden (2016) - ballerino professionista
- MTV Video Music Awards (2016) - ballerino professionista con Ariana Grande e Nicki Minaj
- Billboard Music Awards (2017) - ballerino professionista con Camila Cabello
- Dancing with the Stars (2019) - ballerino professionista
- People Choice Awards (2024) - ballerino professionista con Kylie Minogue
- American Music Award (2025) - ballerino professionista con Jennifer Lopez

## Tour ed eventi

### Ballerino
Tournée
- The 1989 World Tour di Taylor Swift (2015)
- Summer MixTape Festival di Paula Abdul (2016)
- BBC The Biggest Weekend di Taylor Swift (2018)
- Reputation Stadium Tour di Taylor Swift (2018)
- It's My Party Tour di Jennifer Lopez (2019)
- Happiness Begins Tour di Jonas Brothers (2019-2020)
- Studio 2054 di Dua Lipa (2020)
- Fortuna Live Tour di Emma (2021)
- Up All Night: Live in 2025 di Jennifer Lopez (2025)

### Eventi e festival
- Rock in Rio USA di Taylor Swift (2015)
- British Summer Hyde Park di Taylor Swift (2015)
- NYSE Annual Christmas Tree Lighting LIVVIA (2019)
- Dolce & Gabbana's Alta Moda Faschion Show di Christina Aguilera (2024)
- British Summer Hyde Park di Kylie Minogue (2024)
- Sziget Festival di Kylie Minogue (2024)
- Gran Premio d'Arabia Saudita di Jennifer Lopez (2025)

## Video musicali
- 2013 – Live 4 Die 4 di R.J. e Pitbull
- 2014 – Crazy di Erika Jayne
- 2014 – Something in the Water di Carrie Underwood, regia di Raj Kapoor
- 2015 – Juicy Wiggle di Redfoo, regia di Antony Ginandjar e Ashley Evans
- 2015 – La Malquerida di Chiquis Rivera, regia di Jessy Terrero
- 2016 – New Romantics di Taylor Swift, regia di Jonas Åkerlund
- 2017 – Beautiful Trauma di Pink, regia di Nick Florez e R. J. Durell
- 2017 – Love So Soft di Kelly Clarkson, regia di Dave Meyers
- 2017 – Look What You Made Me Do di Taylor Swift, regia di Joseph Kahn
- 2017 – ...Ready for It? di Taylor Swift, regia di Joseph Kahn
- 2019 – Me! di Taylor Swift, regia di Taylor Swift and Dave Meyers
- 2019 – You Need to Calm Down di Taylor Swift, regia di Taylor Swift and Drew Kirsch
- 2020 – I'm Ready di Sam Smith e Demi Lovato, regia di Jora Frantzis
- 2024 – Can't Get Enough di Jennifer Lopez, regia di Dave Meyers

## Opere
- Giuseppe Giofrè, Stidda. Il coraggio di un sogno, Mondadori, 2024, ISBN 9788804784432.